# LaFace Records
LaFace Records är ett amerikanskt skivbolag som ägs av Sony Music Entertainment. Skivbolaget grundades 1989 av L.A. Reid och Babyface med Arista Records.

## Artister
- A Few Good Men
- Az Yet
- Toni Braxton
- Cee-Lo
- Ciara
- Damian Dame †
- Dolla †
- Joy Enriquez
- Corey Glover
- Goodie Mob
- Highland Place Mobsters
- Jermaine Jackson
- Donell Jones
- Kenny Lattimore & Chante Moore
- Outkast
- Petey Pablo
- Pink
- Pressha
- Tony Rich
- Sam Salter
- Shanice
- Society of Soul
- TLC
- Usher
- YoungBloodZ
- Nico

† = Avliden